# Real Oviedo
Real Oviedo (asturleonski: Real Uviéu) španjolski je nogometni klub iz grada Ovieda. Osnovan je 26. ožujka 1926. godine. Klub se trenutačno natječe u La Ligi.

## Poznati igrači
| - Maxi Rodriguez - Fernando Gamboa - José Buljubasich - Roberto Pompei - Christian Patiño - Juan José Borrego - Sánchez Lage - Juan José Borrelli - Fábio Pinto - Gert Claessens - Nikola Jerkan - Robert Prosinečki - Nenad Gračan - Janko Janković - Chus Alonso - Peter Møller - Keith Thompson - Stan Collymore - Frederic Danjou - / Franck Rabarivony - Idrissa Keita | - Mitko Stojkovski - José de la Torre - Nebojša Sćepanović - Joyce Moreno - Julio Dely Valdes - Jorge Romero - Florencio Amarilla - Mario Jacquet - Ramón Hicks - Paulo Bento - Abel Xavier - Marius Lăcătuş - Nicolae Simatoc - Viktor Onopko - Slaviša Jokanović - Ratomir Dujković - Albert Nađ - Milan Martinović - Đorđe Tomić - Veljko Paunović | - Milovan Đorić - Peter Dubovský - / Thomas Christiansen - Herrerita - Emilín - Carlos - Luis Aragonés - Santi Cazorla - Esteban - Isidro Lángara - Tomás Zarraonaindia - Francisco Javier Uría - César Martín - Armando Álvarez - Oli - Mateo Corbo - Juan Gonzalez - Daniel Bartolotta - / Rafael Ponzo |

## Poznati treneri
- Fred Pentland
- Patrick O'Connell
- Fernando Daucik
- Domènec Balmanya
- Javier Irureta
- Luis Aragonés
- Radomir Antić

## Vanjske poveznice
- Službena web-stranica